# Shirley Berruz
Shirley Viviana Berruz Aguilar (Guayaquil, 6 de enero de 1991) es una futbolista ecuatoriana que juega como portera en el club América de Quito de la Superliga Femenina y en la selección femenina de Ecuador.

## Carrera internacional
Berruz representó a Ecuador en el Campeonato Sudamericano Femenino Sub-17 de 2008. En la categoría absoluta, jugó la totalidad de los tres partidos que disputó Ecuador en la Copa Mundial Femenina de Fútbol de 2015.